# 中華科技大學
中華科技大學，學校正式全銜為中華學校財團法人中華科技大學，簡稱中華科大。校本部位於臺灣臺北市南港區九如里，另外有分部位於新竹縣橫山鄉橫山村及雲林縣古坑鄉崁腳村。

## 校史

### 私立中華工業專科學校（1967年~1994年）
1967年5月奉准籌設「私立中華工業專科學校」。
1968年3月成立董事會。7月 教育部准予立案，設立機械工程、電機工程、土木工程、建築工程等四科。
1972年增設電子工程科，停招土木工程科、建築工程科。
1982年設立二年制夜間部。
1989年成立二專日間部。
1993年日間部增設立二專土木科、建築科。

### 私立中華工商專科學校（1994年~1999年）
1994年增設立日間部二專企管、國貿、銀保三科，並更名為「私立中華工商專科學校」。
1998年附設進修補校成立，並設立二專「在職專班」銀保科。

### 中華技術學院（1999年~2009年）
1999年改制為「中華技術學院」，「夜間部」改名為「進修部」，「進修補校」更名為「進修專校」。並設立二技「在職專班」機械、電機、電子、土木四系。
2000年共有機械、電機、電子、土木、建築、工管、國貿、企管、財金九系，並成立附設「進修學院」。
2001年增設航空機械、航空電子、資訊管理三系。
2002年設立日間部電子工程研究所、四技航空服務管理系。
2003年新竹分部正式招收航空機械系、航空電子系、航空服務管理系共三個系科十班學生，並設立日間部機電光工程研究所。
2004年臺北校區設立日間部土木防災工程研究所、生物科技系、食品科學系、資訊工程系。新竹分部設立餐飲管理系、觀光事業管理系。
2005年設立晶片設計產業碩博班、土木防災工程研究所在職專班。
2006年奉准設立飛機系統工程研究所。
2007年奉准設立經營管理研究所。
2008年6月獲教育部同意籌備改名科技大學。

### 中華科技大學（2009年~）
2009年1月通過ISO 9001:2008版國際品質認證。08月，改名為「中華科技大學」。11月，榮獲教育部頒發97年度大專校院產學合作績效評量績優學校。
2010年5月榮獲中國工程師學會頒發99年度（公元2010年度）推動產學合作績效卓越獎。增設餐飲管理系。土木工程系增設工程科技組、數位多媒體設計組、消防組等分組；建築工程系增設建築科技組、室內設計組之分組；生物科技系增設生物科技組、化妝品生技組之分組。
2011年建築工程系改名建築系，並增設視覺傳達創意設計組。同年7月15日，更名為中華學校財團法人中華科技大學。
2013年土木工程系工程科技組改名防災設計與管理組。增設遊戲系統創新設計學位學程與文創與數位多媒體學位學程。
2014年土木工程系取消防災設計與管理組。土木工程系消防組改名土木工程系防災與消防科技管理組。工業工程與管理系增設產品創新設計組。企業管理系分設流通運籌管理組、微型創業管理組之分組；食品科學系分設加工與醱酵烘焙組、食品保健科技組之分組；財務金融系分設服務行銷組、財富管理組之分組。國際企業系改名國際商務與行銷系。資訊工程系資訊技術組改名資訊工程系資訊應用組並增設電子商務組；電子工程系增設體感互動媒體設計組；電機工程系增設綠色能源與動力組；機械工程系增設動力機械組。
2015年7月田振榮校長屆齡退休，董事會自2015年8月起敦聘李宗霖教授為第六任校長。
2016年遊戲系統創新設計學位學程改名遊戲系統創新設計系、文創與數位多媒體學位學程改名文創與數位多媒體系。停招工業工程與管理系、土木工程系、資訊工程系。企業管理系取消流通運籌管理組、微型創業管理組之分組。資訊管理系取消電子商務組、電機工程系取消綠色能源與動力組。
2017年停招財務金融系、資訊管理系（科）進修部、電子工程系碩士在職專班。2月1日謝宏榮教務長接任代理校長。11月1日起敦聘郭承亮教授為第七任校長。
2018年進行行政組織再造，圖書館、電子計算機中心合併為圖書暨資訊中心，通識教育中心、教學資源中心降格為教務處二級單位。
2019年增設土木工程系四技日間部、ROTC大學儲備軍官訓練團專班、現役軍人營區在職專班，觀光餐旅系改名觀光事業系。5月1日起實施教師上下班刷卡制。進修專校、進修學院、推廣教育中心合併為附設進修推廣部，並列為二級單位。
2020年國際商務與行銷系改名行銷與流通管理系，增設文創與數位多媒體系進修部。觀光事業系遷回至台北校區上課，部分教室與餐飲管理系共用。
2021年教育部核定110學年度異動系所：電機工程系與電子工程系合併後改名為電機與資訊工程系（含碩士班）、企業管理系與資訊管理系合併後改名為企業資訊與管理系（含碩士班），建築系暨研究所分組取消、生物科技系分組取消。「餐飲管理系」改名為「餐旅管理系」；「土木工程系」及「觀光事業系」停招。9/1起由郭鐘達雲林分部主任接任代理校長。
2022年2月周錦東擔任第九任校長，2022年6月周校長因故請辭，由謝宏榮副校長代理校長。2022年6月30日遊戲系統創新設計系停招。
2022年9月1日郭鐘達擔任第十任校長。

## 歷任校長
| 任別 | 姓名   | 任期                 | 備註 |
| ---- | ------ | -------------------- | ---- |
| 4    | 陳信雄 | 2004年8月-2010年7月  |      |
| 5    | 田振榮 | 2010年8月-2015年7月  |      |
| 6    | 李宗霖 | 2015年8月-2017年1月  |      |
| 代理 | 謝宏榮 | 2017年2月-2017年10月 |      |
| 7-8  | 郭承亮 | 2017年11月-2021年8月 |      |
| 代理 | 郭鐘達 | 2021年9月-2022年1月  |      |
| 9    | 周錦東 | 2022年2月-2022年6月  |      |
| 代理 | 謝宏榮 | 2022年7月-2022年8月  |      |
| 10   | 郭鐘達 | 2022年9月-迄今       |      |

## 學術單位

### 臺北校區

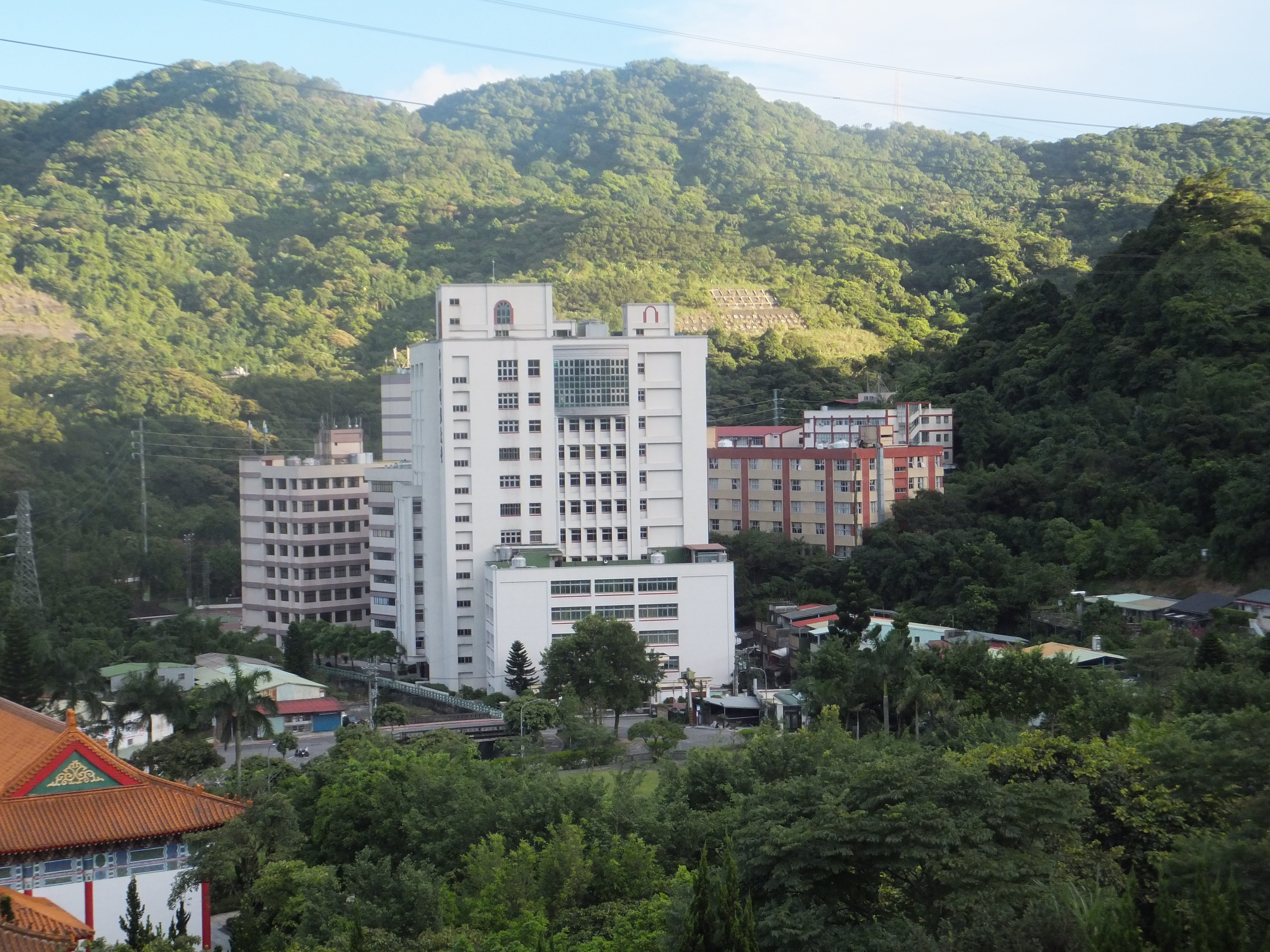
中華科技大學台北校區俯瞰。

| 工程學院 | 機電光工程研究所         | 機械工程系 動力機械組                           |
| 工程學院 | 電機與資訊工程系、碩士班 | 建築系暨研究所 建築科技組 室內設計組(113年停招) |

| 健康科技暨管理學院 | 健康科技研究所     | 生物科技系 生物科技組 化妝品生技組 |
| 健康科技暨管理學院 | 餐飲管理系         | 國際商務與行銷系                   |
| 健康科技暨管理學院 | 企業資訊與管理學系 | 經營管理碩士班                     |

### 新竹校區
| 航空學院 | 飛機系統工程研究所 | 航空運輸研究所 |
| 航空學院 | 航空機械系         | 航空電子系     |
| 航空學院 | 航空服務管理系     | 觀光事業系     |

新竹校區保留以下飛機12架：
- C-119，1架編號3158

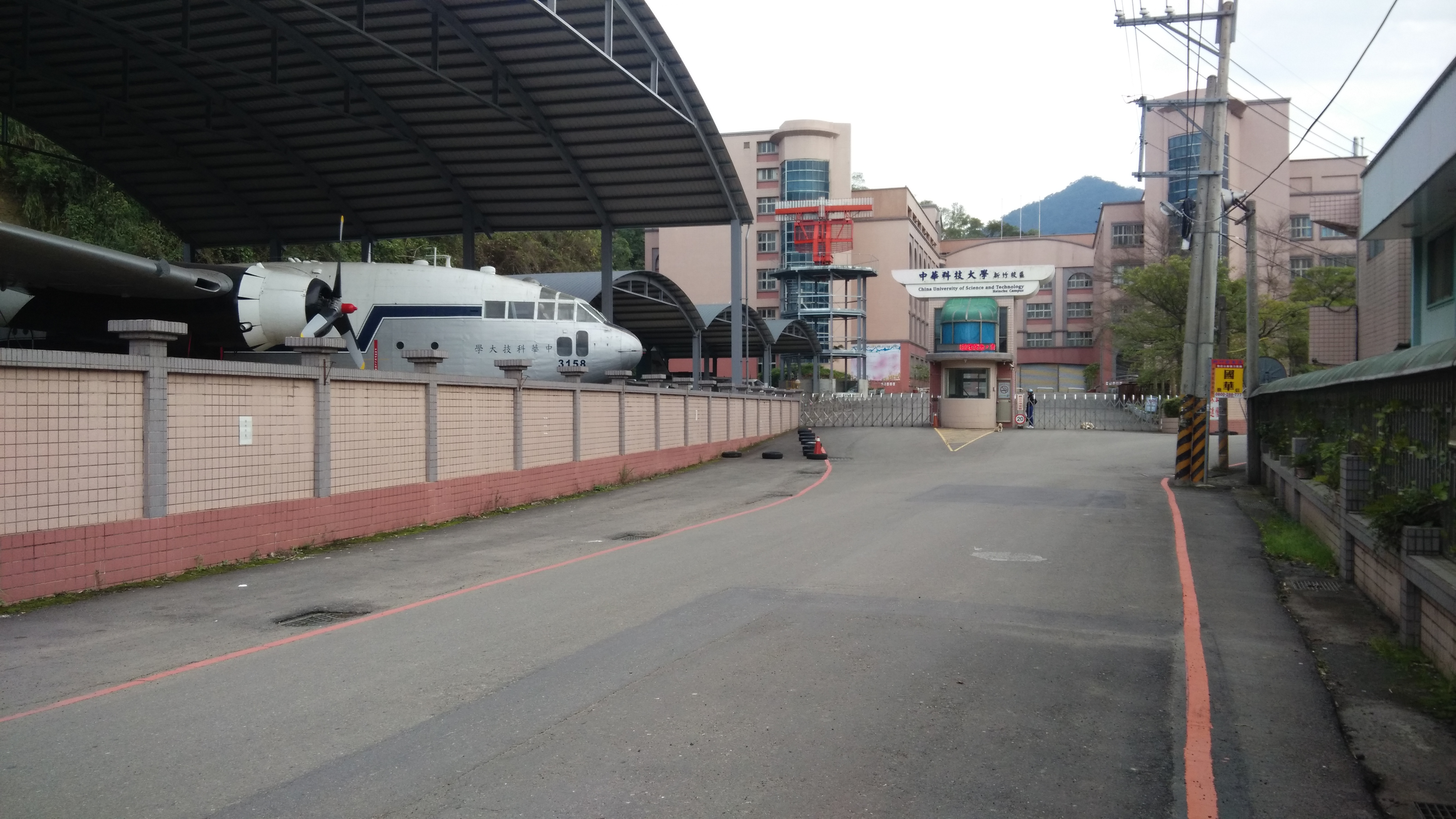
中華科技大學新竹校區

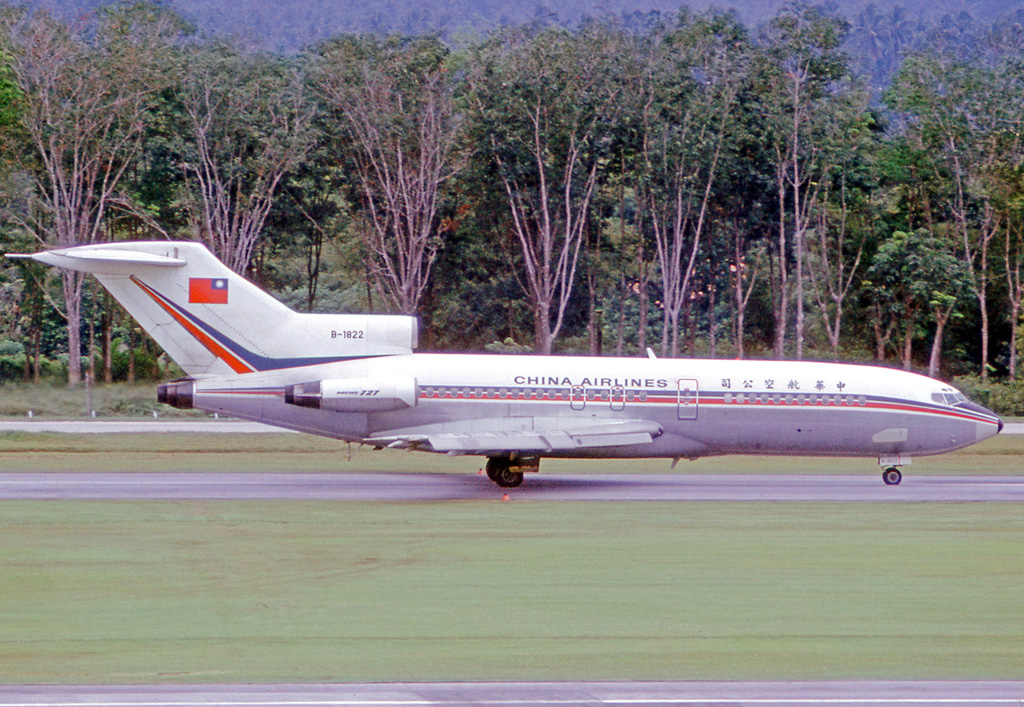
華航購入的波音727-109C，註冊編號B-1822，轉入空軍退役後被賣給中華科技大學擔任實習教具保存至今。

- 波音727-109C，1架編號2723（原華航B-1822）
- F-104
- F-5E
- UH-1H直升機
- BN-2，3架

## 校友名人
- 林明溱：建築科（1973年，畢業），中國國民黨籍政治人物，前任南投縣長。曾任第12、13屆南投縣集集鎮長、第15屆南投縣議員、 南投縣政府觀光局長、第7、8屆立法委員。
- 林吉祥：電子工程科70（1981年）級，威健實業副總經理。
- 張通榮：電機工程科（2007年，畢業），中國國民黨籍政治人物。曾任基隆市議會議員、議長及基隆市長。
- 吳皓昇：民視演員，畢業於中華工專時期
- 林萱瑜：三立演員，有小陳妍希之稱
- 楊晴 ：知名台灣女演員

## 歷年日間部師生比及新生註冊率
- 112學年度日間部學生人數1906，專任老師人數115，日間部師生比16.57（學生數/老師數）。[5]
- 112學年度新生註冊率63.48%。
- 113學年度新生註冊率65.99%。[6]

## 参閲
- 臺灣大專院校退場
- 發展典範科技大學計畫
- 獎勵大學教學卓越計畫